# Shakh-Verdylyar
Shakh-Verdylyar (azerbajdzjanska: Şəhverdili) är en ort i Azerbajdzjan.   Den ligger i distriktet İmişli Rayonu, i den centrala delen av landet, 170 km väster om huvudstaden Baku. Shakh-Verdylyar ligger 5 meter över havet och antalet invånare är 1 315.
Terrängen runt Shakh-Verdylyar är mycket platt. Närmaste större samhälle är Imishli, 10,3 km nordost om Shakh-Verdylyar. 
Trakten runt Shakh-Verdylyar består till största delen av jordbruksmark. Runt Shakh-Verdylyar är det ganska tätbefolkat, med 54 invånare per kvadratkilometer.